# Sphaerites glabratus
Sphaerites glabratus – gatunek chrząszcza z rodziny Sphaeritidae.

## Taksonomia
Gatunek opisany został w 1792 roku przez Johana Christiana Fabricusa jako Hister glabratus.

## Opis
Ciało długości od 4,5 do 5,5 mm, w obrysie kanciasto-owalne, wypukłe. Górna strona błyszcząca, zielonkawoczarna, a spód, golenie i uda czarne. Biczyk czułków, stopy i głaszczki barwy brunatnosmolistej. Czoło, ciemię i nadustek silnie, rzadko punktowane. Na czole ponadto niewyraźne, szerokie wgłębienie. Przedplecze w przedniej części silnie zwężone, a u podstawy dwukrotnie szersze niż jego długość; o bokach nieco spłaszczonych i w przedniej ⅓ wgłębionych; delikatnie i rzadko punktowane. Bruzdy pokryw w liczbie 9, nie sięgające ich wierzchołka, a międzyrzędy płaskie. Pygidium punktowane i na wierzchołku obrzeżone.

## Biologia i ekologia
Prowadzi skryty tryb życia, a jego wcześniejsze stadia rozwojowe nie zostały opisane. Żyje na obszarach zalesionych. Spotykany pod liśćmi, odchodami, mchem, gnijącymi szczątkami roślinnymi i grzybami, padliną i na fermentującym soku drzew liściastych. Owady dorosłe odławiane są wiosną i pod koniec lata.

## Rozprzestrzenienie
Wykazany został dotąd z Austrii, Białorusi, Belgii, Czech, Danii, Estonii, Finlandii, Francji, Grecji, Holandii, Litwy, Luksemburgu, Łotwy, Niemiec, Norwegii, Polski, Rumunii, europejskiej Rosji, Szwecji, Szwajcarii, Węgier, Wielkiej Brytanii i Włoch.
W Polsce jedyny przedstawiciel rodziny Sphaeritidae. Prawdopodobnie występuje w całym kraju, lecz jest bardzo rzadko spotykany.